# Llista d'entitats de cultura popular de Sabadell

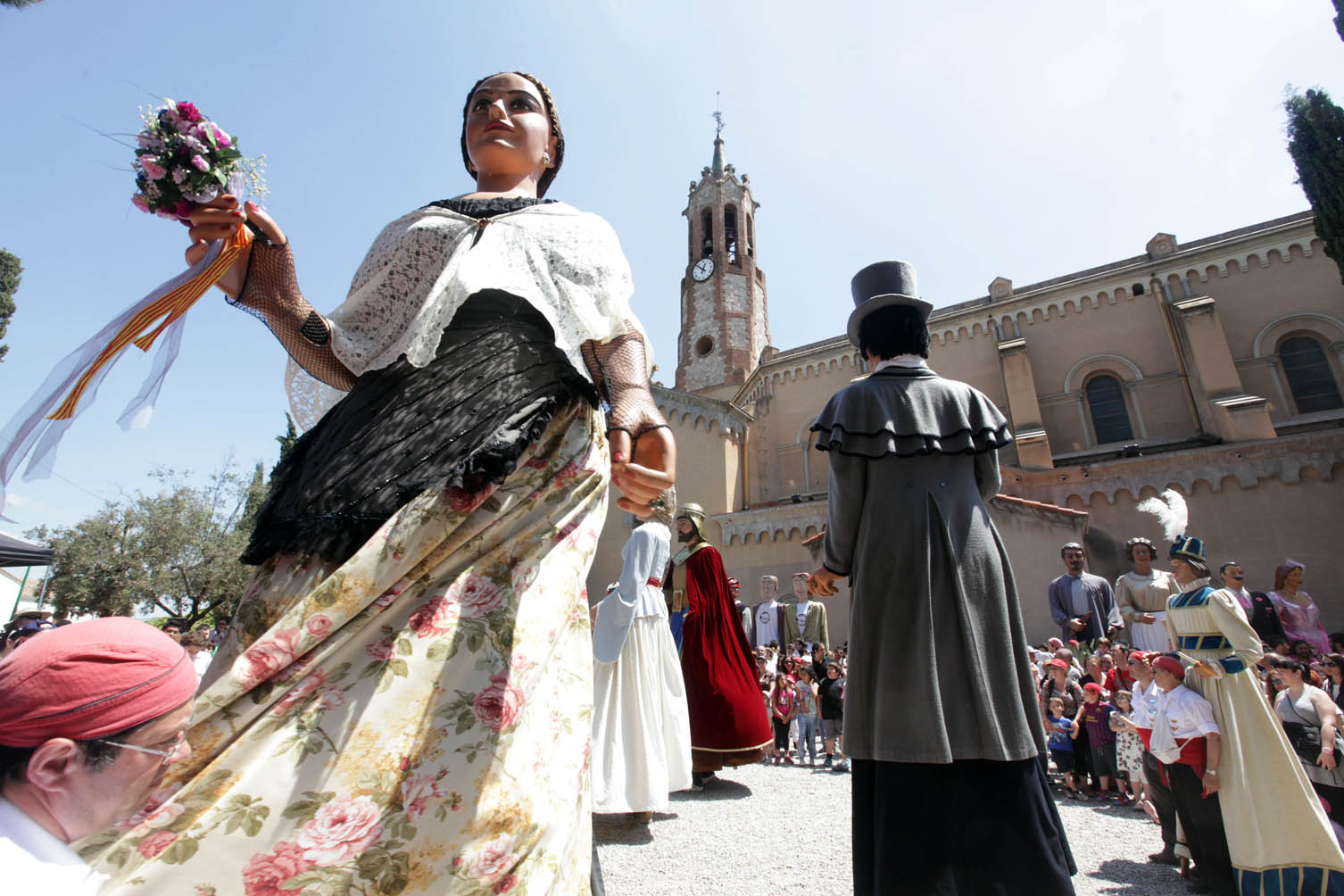
Gegants de Sabadell a l'Aplec de la Salut, a la imatge s'observa en primer pla la Salut i el Feliu (gegants del 1969) i al darrere veiem els Àvis (gegants de 1929, els més antics de la ciutat).

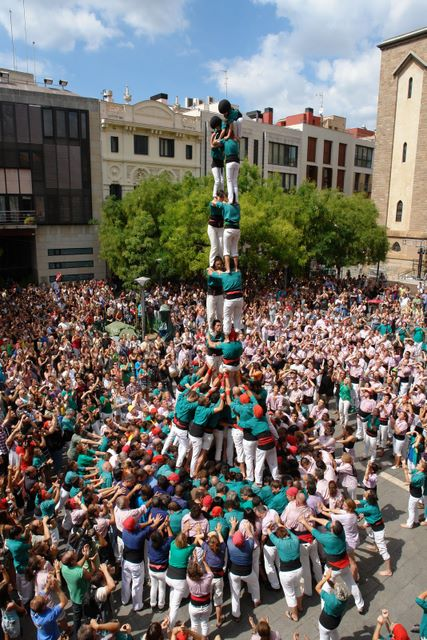
Primer 2 de 8 amb folre carregat pels Castellers de Sabadell en la Festa Major de Sabadell del 2011

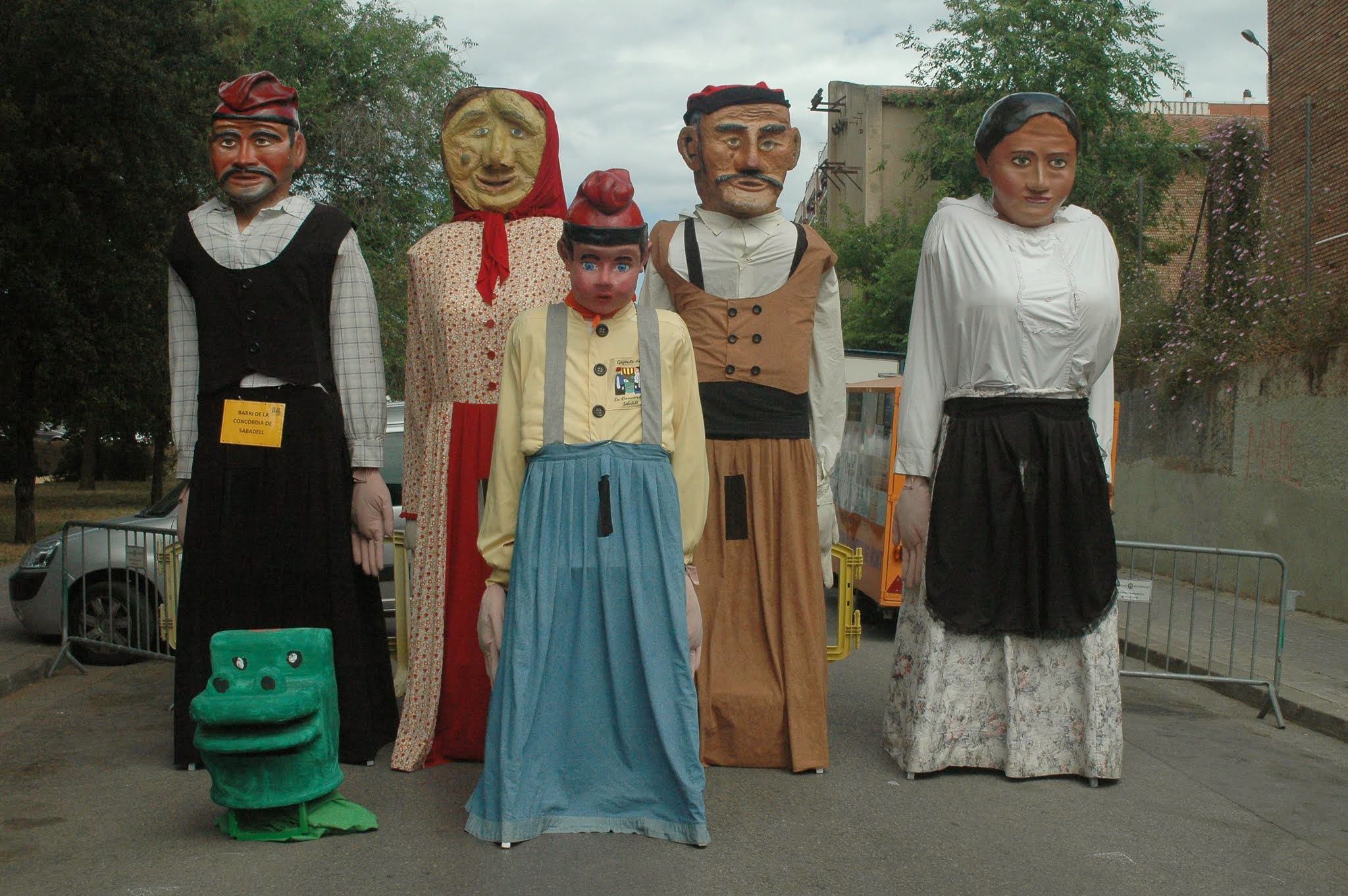
Gegants de la Concòrdia. D'esquerra a dreta; Barracó i Bosquet(drac), Laieta, Cau, Quimet, i Rosella

La següent llista d'entitats de cultura popular de Sabadell mostra un compendi de les diferents entitats de cultura popular de la ciutat de Sabadell, cocapital del Vallès Occidental. S'hi inclouen entitats de diversos àmbits de la cultura popular com les entitats de balls de diables, bestiari festiu, castellers, balls i danses tradicionals –bastoners, esbarts dansaires, sardanistes–, geganters i capgrossos, música tradicional, pessebristes, puntaires, etc.

## Entitats
| Entitat                                          | Àmbit                | Ubicació                                                                            | Fundació | Referències |
| ------------------------------------------------ | -------------------- | ----------------------------------------------------------------------------------- | -------- | ----------- |
| Ball de Diables de Sabadell                      | Diables              | Centre de Producció de Cultura Popular, Carrer de Ribot i Serra, 265 (la Creu Alta) | 1983     | [ 1 ]       |
| Bruixes del Nord                                 | Diables              | Avinguda de l'Alcalde Moix, 24                                                      |          | [ 2 ]       |
| Castellers de Sabadell                           | Castellers           | Carrer dels Emprius, 13-15                                                          | 1994     | [ 3 ]       |
| Diables de la Creu Alta                          | Diables              | Carrer de Goethe, 16 (la Creu Alta)                                                 | 1983     | [ 4 ] [ 5 ] |
| Drac Baldomero de la Creu Alta                   | Bèstia de foc        |                                                                                     |          |             |
| Forques de Can Deu                               | Diables              | Carrer de Muntaner, 7 (Can Deu)                                                     |          | [ 6 ]       |
| Gegants i Capgrossos de Sabadell                 | Gegants i capgrossos | Carrer de Sant Isidre, 140 Sabadell                                                 | 2006     |             |
| Gegants i gralles de la Concòrdia                | Gegants              | Carrer de Lusitània, 91 (la Concòrdia)                                              | 1981     |             |
| Gegants de Covadonga                             | Gegants i capgrossos | Carrer de Covadonga, 380 (Covadonga)                                                | 1989     | [ 7 ]       |
| Gegants de Gràcia                                | Gegants i capgrossos | Carrer de Permanyer, 222, 1r (Gràcia)                                               |          | [ 8 ]       |
| Trabucaires de Gràcia - Colla antiga de Sabadell | Trabucaires          | Carrer de Covadonga, 380 (Covadonga)                                                |          | [ 9 ]       |
| Trabucaires de Sabadell                          | Trabucaires          | Carrer de Jacint Verdaguer, 127                                                     |          | [ 10 ]      |
| Colla dels Bastoners de Sabadell                 | Ball de bastons      | Carrer dels Emprius, 7                                                              | 1997     | [11]        |